# 410 هـ
410 هـ هي سنة في التقويم الهجري امتدت مقابلةً في التقويم الميلادي بين سنتي 1019 و1020.

## مواليد
- الأعلم الشنتمري

## وفيات
- أبو العباس الأقليشي
- أبو الفضل عبد الواحد التميمي
- أبو بكر الكرجي
- أبو بكر بن مردويه
- إسماعيل بن عباد
- محمد بن إسماعيل الدرزي
- الكرخي

- ابن بابك